# Стари Фаркашић
Стари Фаркашић је насељено место у општини Лекеник, у Туропољу, Хрватска, до нове територијалне организације у саставу бивше велике општине Сисак.

## Становништво
| Националност       | 1991.       |
| Хрвати             | 88 (83,01%) |
| Срби               | 2 (1,88%)   |
| Југословени        | 2 (1,88%)   |
| остали и непознато | 14 (13,20%) |
| Укупно             | 106         |